# بانک توسعه قطر
بانک توسعه قطر (انگلیسی: Qatar Development Bank) شرکت خدمات مالی و بانکداری قطری است، که در سال ۱۹۹۷ تأسیس شد.